# Мусса Дембеле (французький футболіст)
Не варто плутати з бельгійським футболістом Мусса Дембеле, що також виступав за «Фулгем».
Мусса́ Дембеле́ (фр. Moussa Dembélé, нар. 12 липня 1996, Понтуаз, Франція) — французький футболіст малійського походження, нападник саудівського клубу «Аль-Іттіфак».
Виступав, зокрема, за клуби «Фулгем», «Селтік» та «Ліон», а також молодіжну збірну Франції.
Дворазовий чемпіон Шотландії. Дворазовий володар Кубка Шотландії. Дворазовий володар Кубка шотландської ліги.

## Клубна кар'єра
Народився 12 липня 1996 року в місті Понтуаз. Вихованець юнацьких команд футбольних клубів «Парі Сен-Жермен» та «Фулгем».
30 листопада 2013 року у матчі проти «Вест Гем Юнайтед» він дебютував у англійській Прем'єр лізі, замінивши у другому таймі Кірана Річардсона. В кінці цього поєдинку Муса отримав травму. Всього у тому сезоні він зіграв 2 гри у вищому англійському дивізіоні, за результатами якого клуб вилетів у Чемпіоншип, де француз став більше залучатись до матчів команди. 28 жовтня 2014 року в матчі Кубка ліги проти «Дербі Каунті» Дембеле зробив «дубль», забивши свої перші голи за «дачників». 13 вересня в матчі проти «Блекберн Роверс» Мусса забив свій перший гол за «Фулгем» в чемпіонаті.
28 червня 2016 року Муса перейшов на правах вільного агента в шотландський «Селтік», підписавши контракт строком на 4 роки. 12 липня в відбірковому раунді Ліги чемпіонів проти гібралтарського «Лінкольн Ред Імпс» він дебютував за «кельтів». 3 серпня в поєдинку кваліфікації проти казахстанської «Астани» Дембеле забив свій перший гол за «Селтік», реалізувавши пенальті. 7 серпня в матчі проти «Гарт оф Мідлотіан» Мусса дебютував у шотландському Прем'єршипі. 10 вересня в «Дербі старої фірми» проти «Рейнджерс» він зробив хет-трик. Загалом відіграв за команду з Глазго 55 матчі в національному чемпіонаті, був одним з головних бомбардирів команди, маючи середню результативність на рівні 0,47 голу за гру першості.
31 серпня 2018 перейшов до «Ліона» за 22 мільйони євро, в якому став основним центральним нападником.
13 січня 2021 на правах оренди з опцією викупу став гравцем мадридського «Атлетіко».
26 липня 2023 року перейшов до саудівського «Аль-Іттіфака», підписавши контракт на чотири роки.

## Виступи за збірні
2011 року дебютував у складі юнацької збірної Франції. У 2015 році Дембеле в складі збірної до 19 років взяв участь у юнацькому чемпіонаті Європи у Греції. На турнірі він зіграв у матчах проти команд України, Греції, Австрії та Іспанії, забивши по голу у матчі проти греків і українців Мусса забив два голи та став півфіналістом турніру. Загалом взяв участь у 30 іграх на юнацькому рівні, відзначившись 10 забитими голами.
Протягом 2015–2019 років залучався до складу молодіжної збірної Франції. На молодіжному рівні зіграв у 25 офіційних матчах, забив 13 голів.

## Статистика виступів

### Статистика клубних виступів
| Сезон              | Команда            | Чемпіонат          | Чемпіонат | Чемпіонат | Національний кубок | Національний кубок | Національний кубок | Континентальні кубки | Континентальні кубки | Континентальні кубки | Інші змагання | Інші змагання | Інші змагання | Усього | Усього |
| Сезон              | Команда            | Ліга               | Ігор      | Голів     | Ліга               | Ігор               | Голів              | Ліга                 | Ігор                 | Голів                | Ліга          | Ігор          | Голів         | Ігор   | Голів  |
| ------------------ | ------------------ | ------------------ | --------- | --------- | ------------------ | ------------------ | ------------------ | -------------------- | -------------------- | -------------------- | ------------- | ------------- | ------------- | ------ | ------ |
| 2013–14            | «Фулгем»           | ПЛ                 | 2         | 0         | КА+КЛ              | 1+0                | 0                  | -                    | -                    | -                    | -             | -             | -             | 3      | 0      |
| 2014–15            | «Фулгем»           | Ч (ІІ)             | 11        | 0         | КА+КЛ              | 3+1                | 0+2                | -                    | -                    | -                    | -             | -             | -             | 15     | 2      |
| 2015–16            | «Фулгем»           | Ч (ІІ)             | 43        | 15        | КА+КЛ              | 1+2                | 1+1                | -                    | -                    | -                    | -             | -             | -             | 46     | 17     |
| Усього за «Фулгем» | Усього за «Фулгем» | Усього за «Фулгем» | 56        | 15        |                    | 8                  | 4                  |                      | -                    | -                    |               | -             | -             | 64     | 19     |
| 2016–17            | «Селтік»           | П                  | 29        | 17        | КШ+КЛ              | 4+4                | 5+5                | ЛЧ                   | 12                   | 5                    | -             | -             | -             | 49     | 32     |
| 2017–18            | «Селтік»           | П                  | 25        | 9         | КШ+КЛ              | 4+2                | 3+3                | ЛЧ+ЛЄ                | 6+2                  | 1+0                  | -             | -             | -             | 39     | 16     |
| лип.-серп. 2018    | «Селтік»           | П                  | 1         | 0         | КШ+КЛ              | 0+1                | 0+1                | ЛЧ+ЛЄ                | 3+1                  | 2+0                  | -             | -             | -             | 6      | 3      |
| Усього за «Селтік» | Усього за «Селтік» | Усього за «Селтік» | 55        | 26        |                    | 15                 | 17                 |                      | 24                   | 8                    |               | -             | -             | 94     | 51     |
| 2018–19            | «Ліон»             | Л1                 | 33        | 15        | КФ+КЛ              | 5+2                | 3+1                | ЛЧ                   | 6                    | 1                    | -             | -             | -             | 46     | 20     |
| Усього за кар'єру  | Усього за кар'єру  | Усього за кар'єру  | 144       | 56        |                    | 30                 | 25                 |                      | 30                   | 9                    |               | -             | -             | 204    | 90     |

## Титули і досягнення
- Чемпіон Шотландії (2):

«Селтік»: 2016-17, 2017-18
- Володар Кубка Шотландії (2):

«Селтік»: 2016-17, 2017-18
- Володар Кубка шотландської ліги (2):

«Селтік»: 2016-17, 2017-18
- Чемпіон Іспанії (1):

«Атлетіко»: 2020-21

### Індивідуальні
- Найкращий футболіст місяця чемпіонату Шотландії: вересень 2016, лютий 2017[17]
- У символічній збірній чемпіонату Шотландії: 2016–17[18]